# Pseudocrenilabrus nicholsi
Pseudocrenilabrus nicholsi là một loài cá thuộc họ Cichlidae. Nó được tìm thấy ở lưu vực sông Công châu Phi.
- FishBase: Pseudocrenilabrus nicholsi.